# Музика Ярослав Петрович
Ярослав Петрович Музика (7 лютого 1965, Львів) — український поет, композитор, співак, футболіст. Заслужений артист України, почесний доктор (honoris causa) Університету «Львівський Ставропігіон», член Національної всеукраїнської музичної спілки, член ЛО Національної спілки письменників України, член Творчої спілки «Асоціація діячів естрадного мистецтва України».
Лауреат Міжнародної премії авторської пісні імені Василя Симоненка, лауреат Міжнародної літературно-мистецької премії імені Пантелеймона Куліша, лауреат Міжнародної літературної премії імені Миколи Гоголя «Тріумф», лауреат Міжнародної літературно-мистецької премії імені Миколи Лисенка «Рапсодія», лауреат Міжнародної літературної премії імені Григорія Сковороди «Сад божественних пісень» .
Неодноразовий член журі багатьох Міжнародних та Всеукраїнських мистецьких конкурсів і фестивалів, а також голова журі Міжнародної літературно-мистецької премії імені Миколи Лисенка «Рапсодія».
Нагороджений Медаллю «Івана Мазепи», медаллю Спілки письменників Білорусі «Максим Богдано́вич».

## Життєпис

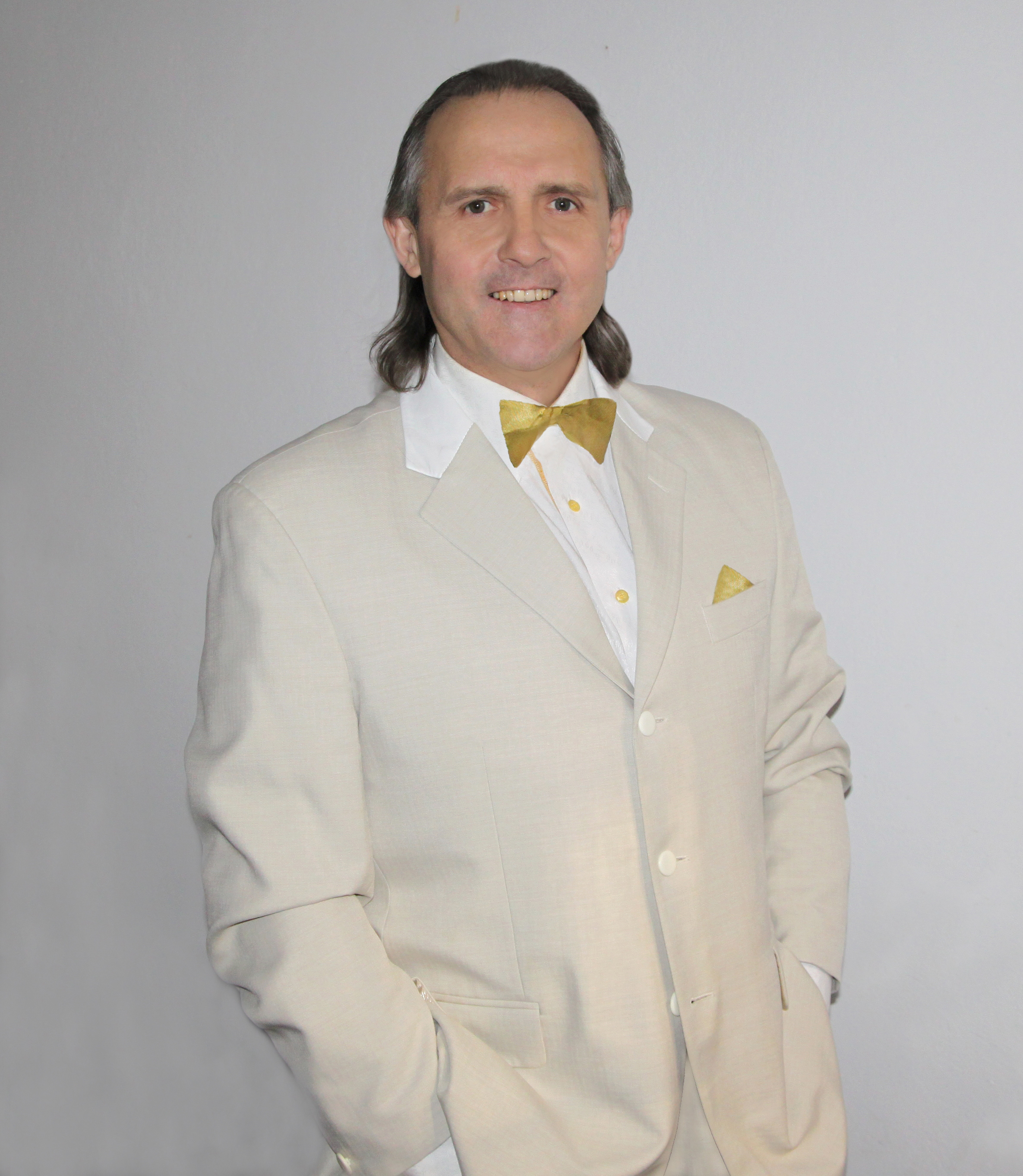
Ювілей

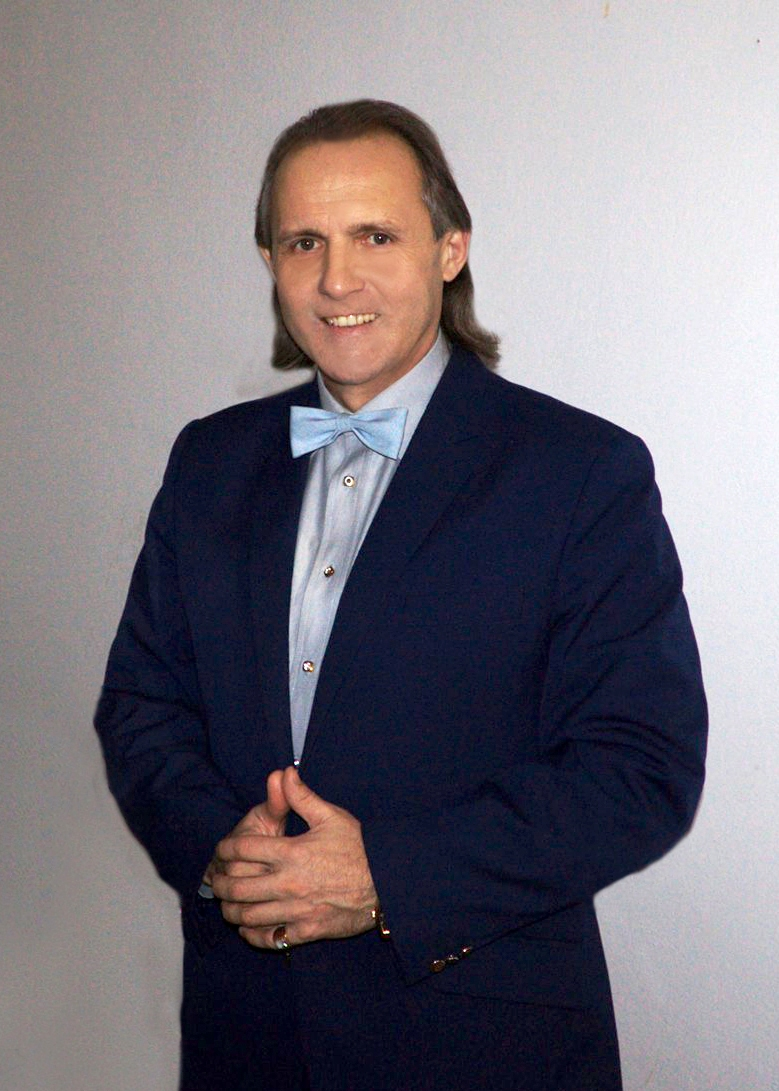
П'ятдесят

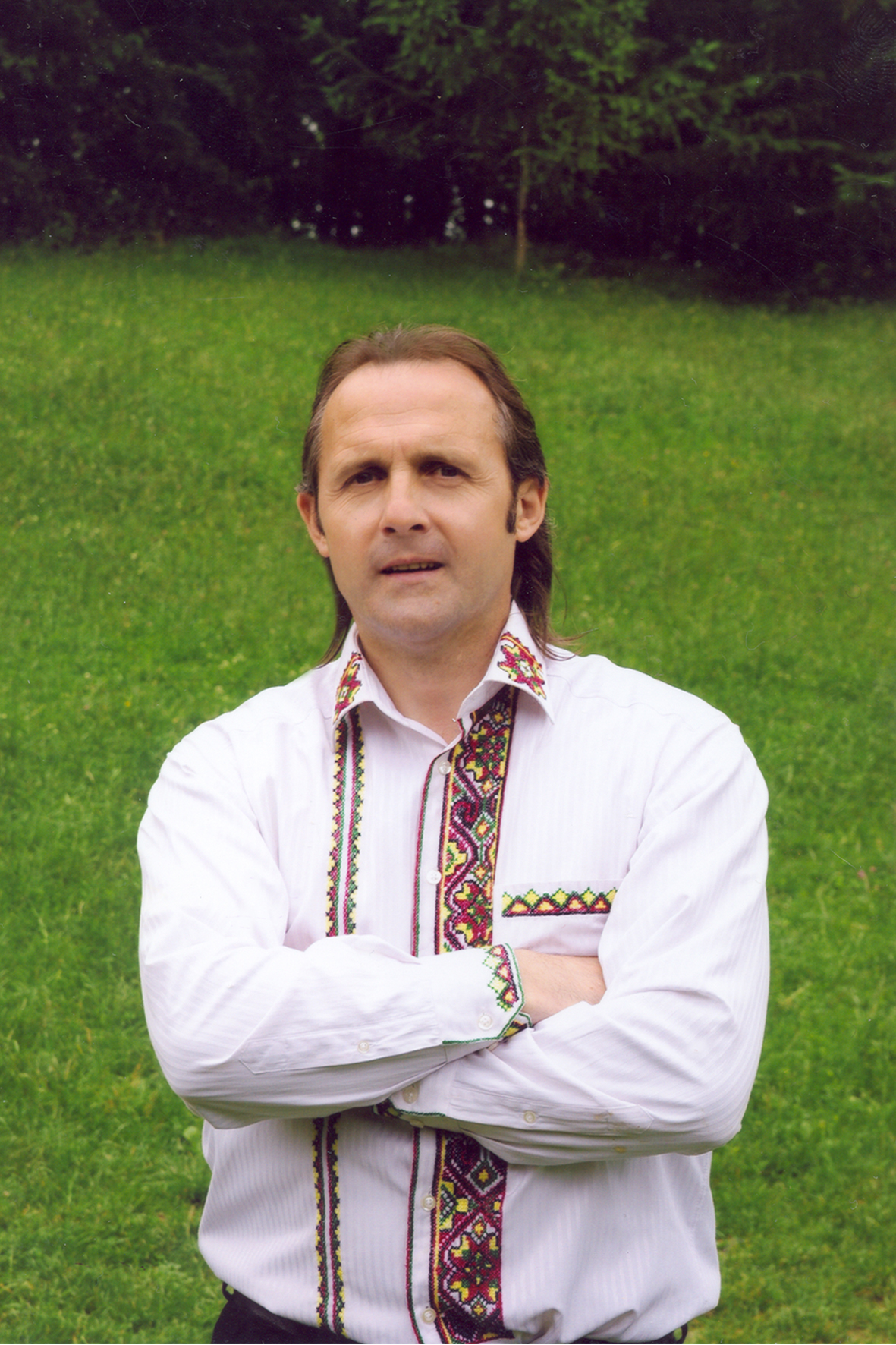
Мамин оберіг — вишиванка

Народився 7 лютого 1965 року у Львові. Навчався в СШ № 14, у Львівському державному училищі культури і мистецтв, у Львівському державному інституті фізичної культури, в Закарпатському державному університеті (факультет практичної психології).
Му́зикою та співом, як і футболом, почав займатися з дитинства. А коли в 14-річному віці постала дилема вибору – віддав перевагу футболу, хоча підсвідомо вірив, що настане той час, коли його покличе сцена.
Після закінчення СДЮШОР «Карпати» (тренери Анатолій Тищенко, Мирон Маркевич) виступав за команди майстрів вищої, першої та другої ліг чемпіонатів СРСР і України, зокрема «Металіст» Харків (1982–1983), СКА «Карпати» (1983–1984), «Авангард» Ровно (1987), «Металург» Магнітогорськ (1988), «Газовик» Комарно (1993–1994). Футбольна кар'єра обірвалася через важку травму.
Свою творчу діяльність розпочав у 1995 році. За цей час створив понад 400 пісень. Композиції Ярослава Музики виконують народні артисти України Лілія Сандулеса, Павло Дворський, Мар'ян Шуневич, Михайло Мацялко, Остап Стахів, Ярослав Борута, заслужені артисти України Маріанна Лаба, Андрій Заліско, Тарас Курчик, Ірена Грех, Віктор Грибик, а також Анжеліка Щербакова, Юрій Цвєтков, Олена Корнєєва, Володимир Питель, Аничка, Віктор Гембара, Софія Федина, Валерій Кириченко, дует «Ріка життя», Ростислав Музика, Любомир Тарнавський та інші.
Більшість своїх авторських пісень співає сам – як на різних концертах, так і на власних сольних виступах, які періодично відбуваються з великим успіхом у Львівському національному академічному театрі опери та балету імені Соломії Крушельницької, в Національному академічному українському драматичному театрі імені Марії Заньковецької, у Львівській національній філармонії, а також у містах України та за кордоном – в Польщі, Чехії, Німеччині, Італії. Митець завжди у творчому пошуку – щораз оновлює свій пісенний репертуар.
У його творчому доробку – 15 студійних альбомів (13 – пісенних та 2 – інструментальної музики), 1 сингл, а також 11 поетичних книг.

## Творчість

### Книги поезій
1. Ніхто крім тебе… — Львів: Афіша, 2003. — 109 с.
2. Менестрель — Львів: Сполом, 2005. — 176 с.
3. Евтерпа — Львів: Сполом, 2007. — 208 с.
4. Абетка діткам маленьким та великим від Ярослава Музики — Львів: Сполом, 2008. — 32 с.
5. В обіймах пісні — Львів: Українська академія друкарства, 2010. — 400 с.
6. Велети мистецтва — Львів: Центр Європи, 2012. — 46 с.
7. Однокласники — Львів: Сполом, 2013. — 44 с.
8. Рапсодії століть — Львів: Сполом, 2014. — 168 с.
9. Цілунок Дафни — Львів: Сполом, 2015. — 112 с.
10. Горіхова осінь — Львів: Сполом, 2019. — 376 с.
11. Пісенний рясноцвіт — Львів: Сполом, 2020. — 330 с.

### Студійні альбоми
1. Знову я кличу — Львів: Gold lion,  2001.
2. Одіссей — Калуш: 6 секунд, 2002.
3. Ніхто крім тебе… — Калуш: 6 секунд, 2003.
4. Ти повернись на Україну — Калуш: 6 секунд, 2004.
5. Запалала в серці пісня — Львів: Ліда,  2005.
6. Розвіяна любов — Львів: Ліда,  2006.
7. Сонячні іриси — Львів: Ліда,  2007.
8. Іще не вечір — Калуш: 6 секунд, 2009.
9. Інструментальна палітра музики — Львів: Мах-220,  2011.
10. Вибране — Калуш: 6 секунд, 2012.
11. Гетьманська Україна, — Львів: Мах-220,  2013.
12. Колядуйте та щедруйте, — Львів: Львів: Мах-220,  2015.
13. Згадай мене, — Львів: Львів: Мах-220,  2017.
14. Інструментальні мелодії Ярослава Музики, — Львів: Львів: Мах-220,  2017.
15. Моя дорога, — Львів: Львів: Мах-220,  2020.

### Сингл
«Наливайко», «Нехай чаклують весни».

### Відеокліпи

#### Пісні
1. Ти повернись на Україну — 2002
2. Історія минулого кохання — 2003
3. Мені наснилась мама — 2006
4. Голуби — 2002–2012
5. Жовтий блюз — 2016
6. Моя дорога — 2016
7. Менестрель — 2016 [Архівовано 16 вересня 2021 у Wayback Machine.]
8. Згадай мене — 2019
9. Я чекаю на тебе — 2018
10. Хмільний поет — 2018
11. Ніхто, крім тебе — 2018
12. За ті роки — 2018 [Архівовано 16 вересня 2021 у Wayback Machine.]
13. Соняхи — 2018 [Архівовано 16 вересня 2021 у Wayback Machine.]
14. Я поверну — 2019
15. Синьоока наречена — 2020
16. Люби мене — 2020
17. Нехай чаклують весни — 2020
18. Дві половинки неба — 2020
19. Твоїх очей барвінки — 2020
20. Вирує Україна — 2021 [Архівовано 16 вересня 2021 у Wayback Machine.]
21. Музико — 2021 [Архівовано 16 вересня 2021 у Wayback Machine.]

#### Інструментальна музика
1. На щастя синові — 2007 [Архівовано 16 вересня 2021 у Wayback Machine.]
2. Молода зима — 2002 [Архівовано 16 вересня 2021 у Wayback Machine.]
3. Нічний каскад — 2006 [Архівовано 16 вересня 2021 у Wayback Machine.]
4. Лебедина ніч — 2001 [Архівовано 16 вересня 2021 у Wayback Machine.]
5. Тобі, Gloria — 2007 [Архівовано 16 вересня 2021 у Wayback Machine.]
6. Натхненний шансоньє — 2007 [Архівовано 16 вересня 2021 у Wayback Machine.]
7. Липневі барви — 2008 [Архівовано 16 вересня 2021 у Wayback Machine.]
8. Магія жоржини — 2006 [Архівовано 16 вересня 2021 у Wayback Machine.]
9. Золото листопада — 2008 [Архівовано 16 вересня 2021 у Wayback Machine.]
10. Мамині мальви — 2016 [Архівовано 16 вересня 2021 у Wayback Machine.]
11. Фантазії Водолія — 2008 [Архівовано 16 вересня 2021 у Wayback Machine.]

## Відзнаки
1. Заслужений артист України. 22 січня 2013 року [Архівовано 21 вересня 2016 у Wayback Machine.]
2. Лауреат Міжнародної літературно-мистецької премії імені Пантелеймона Куліша — за збірку віршів «Цілунок Дафни» та вагомий особистий внесок у популяризацію українського поетичного слова (2020).
3. Лауреат Міжнародної премії авторської пісні імені Василя Симоненка — за пісню «Я поверну» (музика та виконання), а також за розвиток української авторської пісні (2020).
4. Лауреат Міжнародної літературної премії імені Миколи Гоголя «Тріумф» — за збірку віршів та поем «Горіхова осінь», а також за опоетизування вперше в українській літературі величних постатей Івана Федорова та Іоана-Георга Пінзеля (2020).
5. Лауреат Міжнародної літературно-мистецької премії імені Миколи Лисенка «Рапсодія» — за студійні альбоми «Інструментальна палітра музики», «Інструментальні мелодії» та вагомий внесок у розвиток українського мистецтва (2021).
6. Медаль «Івана Мазепи» — за значний доробок високопрофесійних музично-поетичних творів на історичну, козацько-гетьманську тематику та зміцнення патріотичного духу в суспільстві (2021).
7. Медаль Спілки письменників Білорусі «Максим Богдано́вич» — за значний власний творчий доробок і популяризацію білоруської поезії в Україні (2021).
8. Лауреат Міжнародної літературної премії імені Григорія Сковороди «Сад божественних пісень» — за унікальний пісенний альбом «Гетьманська Україна», присвячений славним українським гетьманам, а також за популяризацію української історико-героїчної минувшини (2021).